# Biblický slovník

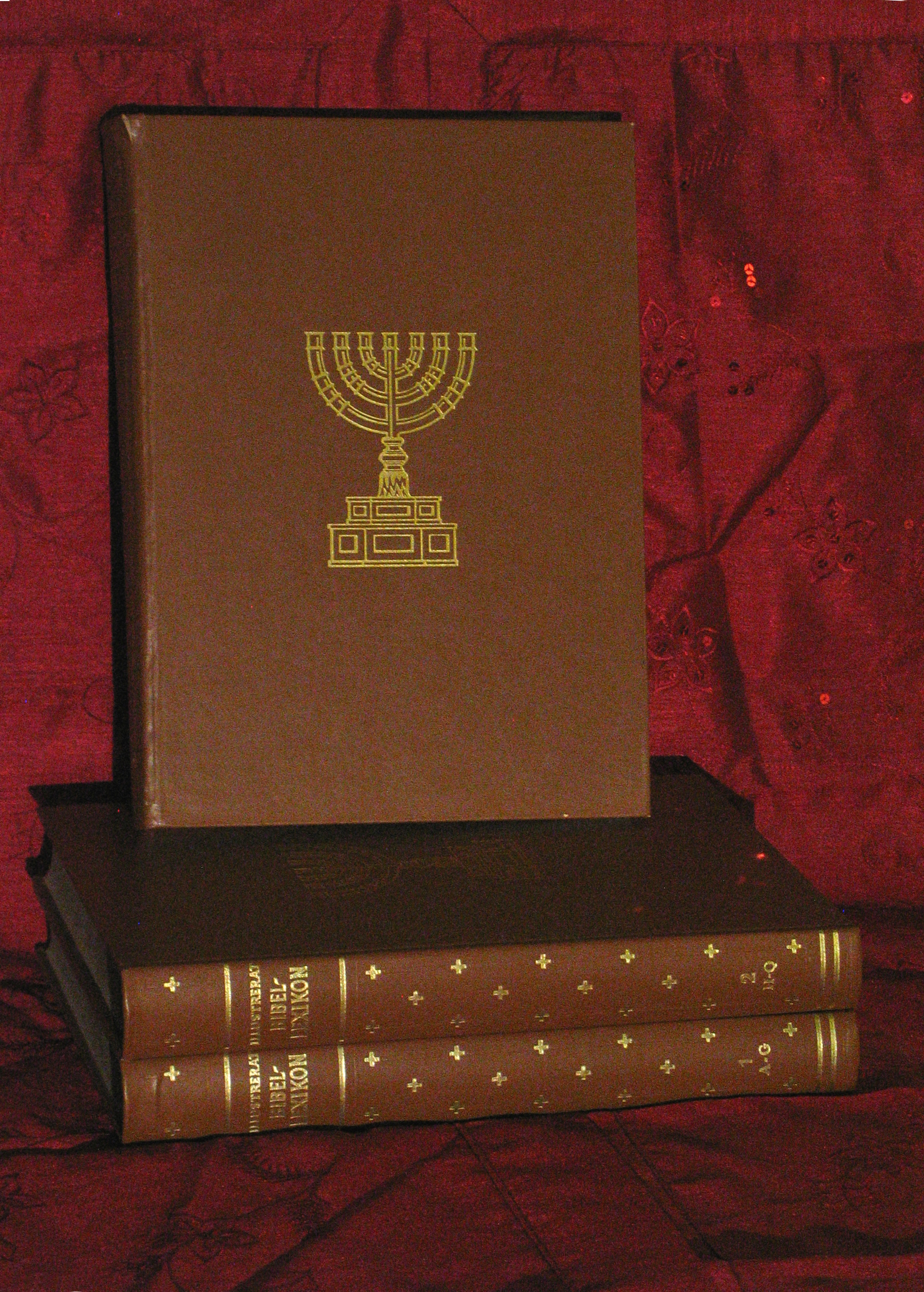
Illustrovaný švédský biblický slovník

Biblický slovník je druh výkladového nebo překladového slovníku, popisující slovní zásobu profesní skupiny lidí zabývajících se Biblí a seznamující s pojmy, ať zeměpisnými, dějepisnými, přírodopisnými, nábožensko-kultickými a teologickými, ale i profánními tak, aby čtenář lépe porozuměl biblickému textu a jeho kulturně historickému a nábožensko-mravnímu pozadí.

## Klasifikace slovníků
Biblické slovníky lze rozdělit takto:
- Jednojazyčné biblické slovníky vykládají jednotlivé biblické termíny v témže jazyce,
- Specializované dvojjazyčné slovníky překládají z jednoho jazyka do druhého slova vyskytující se v Bibli (např. Řecko-český biblický slovník)
- Kombinované biblické slovníky vykládají jednotlivé termíny a současně uvádějí jejich podobu v originálním jazyce (hebrejském, řeckém) se všemi možnostmi překladu daného slova.
- Speciální (synoptické) slovníky porovnávají mezi sebou různá místa Bible.

Kombinovaný slovník svou velikostí může patřit mezi rozsáhlá díla i když konečný počet termínů, jimiž se zabývá, nepřesahuje 10 000 hesel. Poněvadž řada výrazů Bible je překladem někdy desíti i více slov hebrejských a řeckých a na druhé straně jeden a týž hebrejský nebo řecký výraz je překládán množstvím různých českých slov, je nutné v kombinovaném slovníku uvést i hebrejský a řecký originál. Kombinovaný biblický slovník uvádí i slova z dalších jazyků (latina, aramejština), které v biblické kultuře hrály významnou roli.

## Vhodnost slovníku
Každý typ slovníku je určen pro jinou cílovou skupinu, což je nutné mít na zřeteli i při výběru vhodného slovníku.
Rozsah slovníku: Slovník biblické kultury z r. 1992 (překl. francouzského "Dictionnaire culturel de la Bible") je vhodný pro základní, orientaci v Bibli a v biblické kultuře. V r. 1992 jej doporučilo ministerstvo školství a ministerstvo kultury ke školní výuce společenskovědních a estetickovýchovných předmětů (uvedeno ve slovníku na stránce bibliografických údajů). Pro širší a hlubší orientaci lze použít větší slovník, např. Nový biblický slovník z r. 1996 (překl. anglického "New Bible Dictionary") nebo Biblický slovník A.Novotného z r. 1956,1992,On-line. (Při srovnatelnosti formátu stránek jednotlivých hesel, např. heslu: "Modlitba" věnuje Slovník biblické kultury 3/4 stránky, Slovník A.Novotného 2 stránky a Nový biblický slovník 2,5 stránky.)
Teologické rozdíly slovníku: Biblické slovníky se také liší svým teologickým zaměřením. Např. Biblický slovník  prof. Adolfa Novotného , uvádí u výkladu jednotlivých hesel "pokud možno tradiční pojetí, nebylo-li zcela bezpečně a jednoznačně vyvráceno" (citace autora v úvodu slovníku). Jiné biblické slovníky mohou mít výklady pojaty netradičně. Dobrý biblický slovník je schopen u jednotlivých pojmů ukázat, jak se jejich obsah měnil, popřípadě prohluboval, v průběhu celého biblického bádání.

## Biblické slovníky v češtině
- J.-J. von Allmen, Biblický slovník. Praha: Kalich, 1987 - 360 s. ISBN 80-7017-180-4
- J. D. Douglas a kol., Nový biblický slovník. Praha: Návrat domů, 1996, 1243 str. ISBN 80-85495-65-1
- D. Fouilloux (vyd.), Slovník biblické kultury. Praha: EWA 1992. 320 str. ISBN 80-900175-7-6
- J. Heriban, Príručný lexikón biblických vied. Bratislava: Don Bosco, 1994 - 1348 s. ISBN 80-85405-13-X
- X. Léon-Dufour, Slovník biblické teologie. Praha: Academia, 2003 - xix, 658 s. ISBN 80-200-1127-7
- M. Lurker, Slovník biblických obrazů a symbolů. Praha: Vyšehrad, 1999 - 365 s. ISBN 80-7021-254-3
- A. Novotný, Biblický slovník 1./2. Praha: Kalich, 1992 – 769 + 771 str. ISBN 80-7017-528-1
- J. Royt, Slovník biblické ikonografie. Praha: Karolinum, 2006 - 342 s. ISBN 80-246-0963-0
- P. Škrabal, Příruční slovník biblický. Praha: Kropáč & Kucharský, 1940 - 735 s
- Encyklopedický biblický slovník (Centrum biblických studií[5])

## Atlasy
- E. Barnavi (vyd.), Atlas univerzálních dějin židovského národa: od časů biblických praotců do současnosti. Praha: Hachette, 1995 - 299 s. ISBN 80-7187-013-7
- B. J. Beitzel (vyd.), Biblica: biblický atlas: putování sociálními a historickými reáliemi biblických zemí. Praha: Fortuna Libri, 2007 - 573 s. ISBN 978-80-7321-302-2
- L. Pacomio – P. Vanetti, Malý biblický atlas: historie, geografie a archeologie bible. Praha: Portál, 1992 - 64 str. ISBN 80-85282-22-4
- J. B. Pritchard, Biblický atlas. Praha: Česká biblická společnost, 1996 - 151 s. ISBN 80-85810-09-3

## Jazykové slovníky
- J. Heller, Biblický slovník sedmi jazyků: hebrejsko - řecko - latinsko - anglicko - německo - maďarsko – český. Praha: Vyšehrad, 2000, 368 s. ISBN 80-7021-388-4
- B. Pípal, Hebrejsko-český slovník ke Starému zákonu. Praha: Kalich, 2006 - 188 s. ISBN 80-7017-029-8
- J. B. Souček, Řecko-český slovník k Novému zákonu. 6. vyd. Praha: Kalich, 2003 - 374 s. ISBN 80-7017-853-1